# أنطونيو سانشيز (لاعب كرة قدم إسباني)
أنطونيو سانشيز (بالإسبانية: Antonio Sánchez Navarro)‏ هو لاعب كرة قدم إسباني في مركز الوسط، ولد في 22 أبريل 1997 في مدينة ميورقة في إسبانيا. لعب مع ريال مايوركا ب.

## وصلات خارجية
- أنطونيو سانشيز (لاعب كرة قدم إسباني) على موقع قاعدة بيانات كرة القدم.إي يو (الإنجليزية)
- أنطونيو سانشيز (لاعب كرة قدم إسباني) على موقع Soccerway.com (الإنجليزية)